# Szabadság és Igazság Pártja
A Szabadság és Igazságosság Pártja (szerbül Stranka slobode i pravde) szerbiai politikai párt. 2019-ben alapította meg Dragan Đilas volt belgrádi főpolgármester. 2020-ban a Szövetség Szerbiáért tagjaként nem vett részt a választáson, szavazóit a szövetség többi pártjához hasonlóan a választás bojkottálására szólította fel.

## A párt vezetői
| Név                                   | hivatal kezdete   | hivatal vége |
| ------------------------------------- | ----------------- | ------------ |
| A Szabadság és Igazság Pártja elnökei |                   |              |
| Dragan Đilas                          | 2019. április 19. | hivatalban   |

## Választások
| Választás | Szavazatok száma | Szavazatok aránya | Mandátumok száma | Mandátumok aránya | Parlamenti szerepe |
| --------- | ---------------- | ----------------- | ---------------- | ----------------- | ------------------ |
| 2020-as   | -                | -                 | 0                | 0%                | nem indult         |
| 2022-es1  | 520 469          | 14,09%            | 11               | 4,4%              | ellenzék           |

1 az Egyesült Szerbia koalíció eredménye, melynek része volt a Szabadság és Igazság Pártja